# Cratere Lot
Lot è un cratere sulla superficie di Mimas.